# Gaius Licinius Stolo
Gaius Licinius Stolo war ein Politiker der Römischen Republik im 4. Jahrhundert v. Chr.
Stolo war in den Jahren von 376 bis 367 v. Chr. acht Mal Volkstribun. Zusammen mit Lucius Sextius Lateranus beantragte er im Jahr 367 v. Chr. die Leges Liciniae Sextiae, mit denen den Plebejern der Zugang zum Amt des Konsuls ermöglicht und die Menge öffentlichen Landes (ager publicus), die eine Person innehaben konnte, begrenzt wurde. Während Sextius Lateranus bereits im kommenden Jahr Konsul wurde, bekleidete Stolo erst im Jahr 361 das Konsulat.
Obwohl Titus Livius die Aktivitäten Stolos in großem Detailreichtum beschreibt, ist es möglich, dass die Angaben nicht korrekt sind; vieles davon ähnelt sehr den Ereignissen zur Zeit der Gracchen zweihundert Jahre später, und es ist gut möglich, dass der Chronist Gaius Licinius Macer diesen Teil der Familiengeschichte schlicht erfand.
Wahrscheinlich war Stolo vielgehasst und ist 357 v. Chr. durch Verurteilung – nach Livius wegen Übertretung seines eigenen Ackergesetzes – politisch gestürzt worden.